# Средно училище „Христо Ботев“ (Балчик)
Средно училище „Христо Ботев“ е училище в Балчик на адрес ул. „Черно море“ № 80. Директор на училището е Златка Цонева.
Патронният празник на училището е на 02.06., който всяка година се отбелязва с факелно шествие, преминаващо през целия град, което завършва с тържествена заря.

## История
Днешното училище е основано през 1941 година като гимназиален клон на Варненската гимназия „Фердинанд I“. До 1960 година училището се помещава в сградата на днешната галерия. През учебната 1960/1961 година то се премества в новопостроената сграда в кв. „Хоризонт“ (днешното училище „Кирил и Методий“). От 1978 година СОУ „Христо Ботев“ се премества в сегашната сграда.

## Условия
В училището се обучават ученици от I до XII клас. След завършване на VII клас учениците имат възможност да избират следните общообразователни паралелки:
- профил „Чуждоезиков – английски език за РЧО“,
- профил „Хуманитарни науки “,
- профил „Математика и информатика“,
- профил „Природни науки“
- профил ,,Производство на кулинарни изделия и напитки" (професия ,,Готвач")
- профил ,,Икономическо развитие "

Материално-техническата база в училището е добра. От учебната 2009/2010 г. работи училищна столова. Цялото училище е под видеонаблюдение.
Има сформирани отбори по футбол, волейбол, баскетбол и други.